# Алкман, Эльза
Эльза Алкман (швед. Elsa Alkman, полное имя Elsa Anna Maria Alkman, урождённая Ahlström; 1878—1975) — шведская музыкант, писатель, общественный деятель.

## Биография
Родилась 18 ноября 1878 года в Стора Туна в Даларне в семье инженера-строителя железных дорог Отто Теодора Альстрёма и его жены Клары Элизабет Гуинчард. Из-за характера работы отца, семья жила в разных городах Швеции, включая Стокгольм, Гётеборг и Сёльвесборг.
После трех лет обучения игре на скрипке (1897 по 1900 годы) в Королевской высшей музыкальной школе в Стокгольме, она вернулась в начале 1900-х годов в Сёльвесборг и попыталась зарабатывать на жизнь преподаванием музыки. Когда это не принесло достаточного дохода, Эльза переехала в Мальмё и начала работать в банке. В Мальмё она познакомилась со своим будущим мужем Улофом Алкманом (1872—1960). В 1906 году они поженились и переехали в город Эслёв провинции Сконе, где Улоф был назначен на должность аптекаря. В 1916 году у них родилась дочь Инга (1916—2009).
В Эслёве Эльза Алкман начала участвовать в общественной и политической жизни города, была членом Совета по борьбе с бедностью, стала членом организации Landsföreningen för kvinnans politiska rösträtt. Алкман была автором отчета о первом голосовании датских женщин на референдуме 14 декабря 1916 года. После окончания Первой мировой войны она выступала за равноправие шведских женщин и прежде всего — в избирательном праве. Читала лекции и писала статьи на эту тему. Во время пребывания в Сконе Эльза Алкман также писала художественные произведения, вдохновленные работой за избирательное право женщин. В числе её писательских работ — En oförbätterlig (1911), Första maj (1914), Rösträttsbrevet för dagen (1916).
В 1930-х годах семья Эльзы покинули Сконе — по работе её мужа они оказались в Норрчёпинге. В городе существовало оркестровое общество, Эльза брала уроки гармонии и самостоятельно начала сочинять музыку. Исполняла свои произведения на городских собраниях и концертах. В период Второй мировой войны была вовлечена в движение сопротивления нацизму, в Норрчёпинге вела антинацистский дискуссионный кружок. Также в Норрчёпинге занималась проблемами беженцев, стала членом Frisinnade Kvinnors и работала в качестве местного члена правления организации Fredrika Bremer-förbundet, существующей по настоящее время. Была знакома с Амелией Поссе.
Умерла 21 февраля 1975 года в Мальмё. Была похоронена на кладбище Krematorielundens begravningsplats в Норрчёпинге.